# 高義盛
高義盛（1866年—1951年），號德源，字壽山，原籍山東無棣縣大山鄉大莊子人，後移居河北省天津縣楊村鎮。民國初年武術家，精通八卦掌，為高氏八卦掌的創始者。

## 生平
高義盛最初從學於董海川弟子宋長榮門下，但是三年的時間只學到單換掌一式，後來拜入程廷華門下，習藝兩年。八國聯軍之後，程廷華身亡，高義盛回到山東，經周玉祥的介紹，拜尹福為師，但多數時間高義盛都是向周玉祥請益拳術，與周玉祥習拳二十年。
高義盛以教拳為生，據說他在四十六歲時，在膠濟鐵路周村教授八卦掌法，遇見一名道士宋益人，遂與其子高岐山同拜其為師。宋益仁自稱學技於江西廣華山之道士畢澄霞，為董海川師弟，並說八卦掌原名周天術，其術有先天遊身掌與後天六十四纏連掌，有圓形及直線兩種練法。高義盛經他指導之後，武藝大進，宋益人隨後出外雲游，不知所終，只有傳下《周天術》一書給高義盛。
高義盛後來又回到天津英租界教授八卦掌。其弟子吳孟俠曾隨韓慕俠學拳，並將韓慕俠介紹給高義盛認識。韓慕俠學拳於應天文，同是畢澄霞門下，兩人相互印證，認可雙方皆屬同門，於是自稱為廣華派八卦掌。但是八卦掌起源於畢澄霞的說法，語涉神奇，並沒有得到所有八卦掌門下的承認。

## 弟子
弟子有吳孟俠、張峻峰、吳兆峰、安繼海、李元璋、邱鳳培、曲克章、李壯飛、趙石川、何可才、吳輝山、吳錦園等人。